# 薄叶碗蕨
薄叶碗蕨（学名：Dennstaedtia leptophylla）为姬蕨科碗蕨属下的一个种。

## 扩展阅读
- 維基物種上的相關：薄叶碗蕨